# 874
Cette page concerne l'année 874  du calendrier julien. Pour l'année 874 av. J.-C., voir 874 av. J.-C.
L'année 874 est une année commune qui commence un vendredi.

## Événements

### Asie
- Chine : début de la grande révolte menée par Wang Xianzhi puis à sa mort en 878 par Huang Chao contre le pouvoir du Nord (fin en 884) dans le Hebei et le Shandong[1]. Le gouvernement arme la population pour lutter contre les jacques, mais celle-ci se joint à Huang Chao et la révolte devient générale. Le déclin de la dynastie Tang commence. Le commerce s’arrête pendant la jacquerie. La disette sévit, l'empire se disloque.

### Proche-Orient
- 1er janvier : Muhammad al-Mahdi, le dernier imâm pour les chiites duodécimains, succède à son père Hasan al-Askari[2]. Début de la première occultation pour les duodécimains.
- Janvier : Boukhara révoltée contre Husain ibn Tahir al-Ta'i, frère de l'émir tahiride Muhammad, est ravagée par les troupes du Khwarezm[3].
- 1er juillet : le Samnanide Ismail, envoyé par son frère Nasr, entre dans Boukhara, qui deviendra sa capitale[3].

### Europe

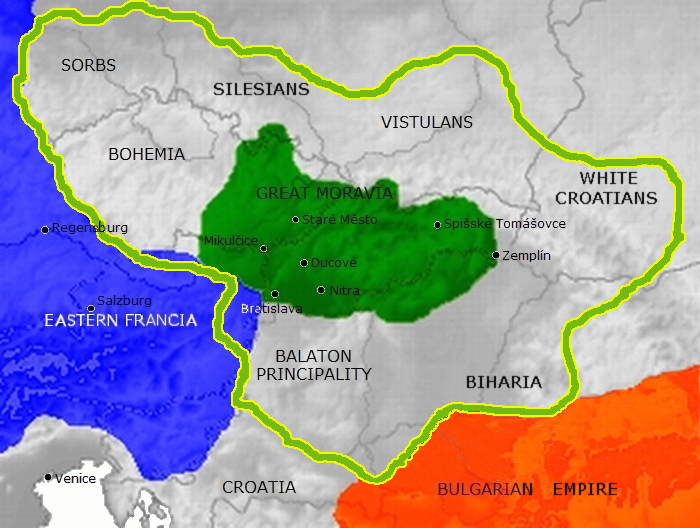
La Grande-Moravie avant et après le règne de Svatopluk, entre 871 et 894 (frontières supposées). À l’époque de sa plus grande extension, elle s’étend à partir des vallées de la Moravie du Sud-Est et de la Slovaquie du Sud-Ouest vers les pays de la Vistule au Nord des Carpates, la Bohême et la Lusace (Saxe actuelle) à l’ouest, des territoires au Sud du Danube et à la frontière entre la Slovaquie et l’Ukraine actuelle à l’Est.

- Printemps-automne : le danois Hálfdan réprime la révolte de la Mercie. Le roi Burgred abandonne ses États et se retire à Rome ; Ceolwulf est mis sur le trône par les Danois. Les armées vikings se divisent : Hálfdan retourne au Deira (Northumbrie) où il se heurte au roi norvégien de Dublin Ívarr qui revendique le pays ; Guthrum, Anund et Oscytel marchent sur le sud de l'Angleterre et hivernent à Cambridge ; Ubbe mène l'armée de l'ouest au Pays de Galles et hiverne à Gloucester[4]. Les moines quittent massivement la Mercie et la Northumbrie livrées aux païens.
- 25 juin : assassinat de Salomon, roi des Bretons et partage du royaume[5].
- Juillet[6] : traité de Forchheim entre Louis le Germanique et Svatopluk de Grande Moravie. La Moravie accepte la suzeraineté des Francs et le paiement d'un tribut, mais son indépendance est confirmée[7].
  - Svatopluk bat les Francs en 873 et adjoint à sa fédération le duc de Bohême, Borivoj, les princes sorabes de Lusace et les Slaves de la Vistule autour de Cracovie. La Grande-Moravie, ainsi désignée par le basileus Constantin VII Porphyrogénète, devient un vaste empire slave[8].
- Hiver : les Vikings d'Hálfdan hivernent sur la Tyne. Ils attaquent les Pictes d'Écosse et les Bretons de Strathclyde (874-875)[9].

- Le Viking Ingólfr Arnarson fonde la ville de Reykjavik[4]. Début de la colonisation de l'Islande par 20 000 pionniers norvégiens et esclaves irlandais (« âge de la Saga », 870-930).
- L’archevêque Liutbert de Mayence envoie une expédition punitive contre les Sorabes[7].
- Traité entre les Rus' de Kiev et l'empire byzantin. Le patriarche Ignace de Constantinople désigne un archevêque en Russie[10].
- Le concile de Douzy reconnaît l'inceste comme une cause d'annulation du mariage[11].